# Система «хижак — жертва»
Система «хижак — жертва» — складна екосистема, для якої реалізовано довготривалі стосунки між видами хижака і жертви, типовий приклад коеволюції.
Відносини між хижаками і їх жертвами розвиваються циклічно, що є ілюстрацією нейтральної рівноваги.

## Біологічна система
Пристосування, що виробляються жертвами для протидії хижакам, сприяють виробленню у хижаків механізмів подолання цих пристосувань. Тривале спільне існування хижаків і жертв призводить до формування системи взаємодії, при якій обидві групи стійко зберігаються на досліджуваної території. Порушення такої системи часто призводить до негативних екологічних наслідків.
Негативний вплив порушення коеволюційних зв'язків спостерігається при інтродукції видів. Зокрема, кози і кролики, інтродуковані в Австралії, не мають на цьому материку ефективних механізмів регуляції чисельності, що призводить до руйнування природних екосистем.

## Математична модель
Припустимо, що на деякій території мешкають два види тварин: кролики (живляться рослинами) і лисиці (харчується кроликами). Нехай число кроликів {\displaystyle x}, число лисиць {\displaystyle y}. Використовуючи Модель Мальтуса з необхідними поправками, які враховують поїдання кроликів лисицями, приходимо до наступної системи, що носить ім'я моделі Вольтерри — Лотки:
{\displaystyle {\begin{cases}{\dot {x}}=(\alpha -cy)x;\\{\dot {y}}=(-\beta +dx)y.\end{cases}}}
Ця система має рівноважний стан, коли число кроликів і лисиць є сталим. Відхилення від цього стану призводить до коливань чисельності кроликів і лисиць, аналогічним коливань гармонічного осцилятора. Як і у випадку гармонічного осцилятора, це поведінка не є структурно стійкою: невелика зміна моделі (наприклад, врахування обмеженості ресурсів, необхідних кроликам) може призвести до якісної зміни поведінки. Наприклад, рівноважний стан може стати стійким, і коливання чисельності будуть затухати. Можлива і протилежна ситуація, коли будь-яке мале відхилення від положення рівноваги призведе до катастрофічних наслідків, як ось повне вимирання одного з видів. На питання про те, який із цих сценаріїв реалізується, модель Вольтерри — Лотки відповіді не дає: тут потрібні додаткові дослідження.
З точки зору теорії коливань модель Вольтерри — Лотки є консервативною системою, що володіє першим інтегралом руху. Ця система не є грубою, оскільки найменші зміни правій частині рівнянь приводять до якісних змін її динамічної поведінки. Однак, можливо трішки модифікувати праву частину рівнянь таким чином, що система стане автоколивальною. Наявність стійкого граничного циклу, властивого грубим динамічним системам, сприяє значному розширенню області застосування моделі.

### Поведінка моделі
Груповий спосіб життя хижаків та їхніх жертв радикально змінює поведінку моделі, надає їй підвищену стійкість.
Обґрунтування: при груповому способі життя знижується частота випадкових зустрічей хижаків з потенційними жертвами, що підтверджується спостереженнями за динамікою чисельності антилоп в парку Серенгеті.

### Історія
Модель спільного існування двох біологічних видів (популяцій) типу «хижак — жертва» називається моделлю Вольтерри — Лотки.
Була вперше отримана Альфредом Лоткою в 1925 році (використовував для опису динаміки взаємодіючих біологічних популяцій).
У 1926 році (незалежно від Лотки) аналогічні і більш складні моделі були розробив італійський математик Віто Вольтерра. Його глибокі дослідження в галузі екологічних проблем створили основу математичної теорії біологічних спільнот (математичної екології).